# Sphodromantis hyalina
Sphodromantis hyalina es una especie de mantis de la familia Mantidae.

## Distribución geográfica
Se encuentra en el Congo Gabón y República Centroafricana.